# Mark Knopfler
Mark Freuder Knopfler (IPA: [mɑɹk ˈfɹɔɪdəɹ ˈnɔːfləɹ]; Glasgow, 12 agosto 1949) è un chitarrista, cantautore, compositore di colonne sonore e produttore artistico britannico.
In origine noto soprattutto per essere stato fondatore, frontman e leader del gruppo rock Dire Straits (attivo tra il 1977 e il 1995), dopo lo scioglimento della band ha proseguito la propria carriera come solista. Il musicista britannico ha suonato occasionalmente in altri gruppi, tra cui il collettivo The Notting Hillbillies, e al fianco di altri artisti affermati, quali Bob Dylan, Eric Clapton, Emmylou Harris e Chet Atkins, in molti casi prestando la propria opera come turnista. Ha inoltre curato la produzione artistica di alcuni lavori dello stesso Bob Dylan, di Tina Turner, di Willy DeVille e di Randy Newman; è anche l'autore delle colonne sonore di parecchi film, tra cui Local Hero, Cal, La storia fantastica, Ultima fermata Brooklyn, Sesso & potere e Metroland.
Knopfler è annoverato tra i principali esponenti del rock: si distingue per il suo inconfondibile stile chitarristico, per la sua particolare tecnica che non prevede l'uso del plettro e per la carica poetica dei suoi testi. In virtù dei suoi contributi artistici, gli sono stati conferiti tre dottorati honoris causa in musica oltre all'onorificenza di Ufficiale dell'Ordine dell'Impero Britannico.
Personaggio modesto e riservato, lontano dalle logiche commerciali dell'industria discografica, è stato definito «l'uomo tranquillo del rock»: prima di raggiungere la notorietà, ha conseguito la laurea in letteratura inglese e ha lavorato come insegnante.

## Biografia

### Infanzia, giovinezza e prime esperienze musicali (1949-1976)
Mark Knopfler è nato a Glasgow il 12 agosto 1949 da Louisa Mary Laidler, un'insegnante originaria del Northumberland, ed Erwin Knopfler, un architetto e scacchista ebreo ungherese che aveva trovato rifugio in Scozia all'inizio della seconda guerra mondiale, dopo essere stato espulso dal paese nativo a causa della sua attività di oppositore al regime filonazista. Nel 1952 venne alla luce David, il terzo figlio della coppia dopo la primogenita Ruth e lo stesso Mark.
Nel 1956 la famiglia Knopfler si trasferì da Glasgow a Blyth, la città natale della signora Laidler; Mark venne iscritto alla scuola primaria di Gosforth, un sobborgo di Newcastle upon Tyne. Colpito dall'abilità dello zio materno Kingsley, valente pianista boogie-woogie, Mark cominciò in quel periodo a sviluppare un forte interesse per la musica, avvicinandosi anche allo studio del violino.
All'età di quattordici anni, Knopfler chiese in dono a suo padre una chitarra elettrica Fender Stratocaster rossa come quella di Hank Marvin degli Shadows, di cui era un grande ammiratore; tuttavia, poiché la sua famiglia non poteva permettersi una simile spesa, si dovette accontentare di un'alternativa più economica, una Höfner V-2 Super Solid. Egli fu comunque entusiasta del regalo, tant'è che rapidamente imparò a suonare lo strumento da autodidatta, cercando di reinterpretare i brani dei suoi chitarristi preferiti, tra cui B.B. King, Chet Atkins, Scotty Moore, Jimi Hendrix, Django Reinhardt e James Burton.

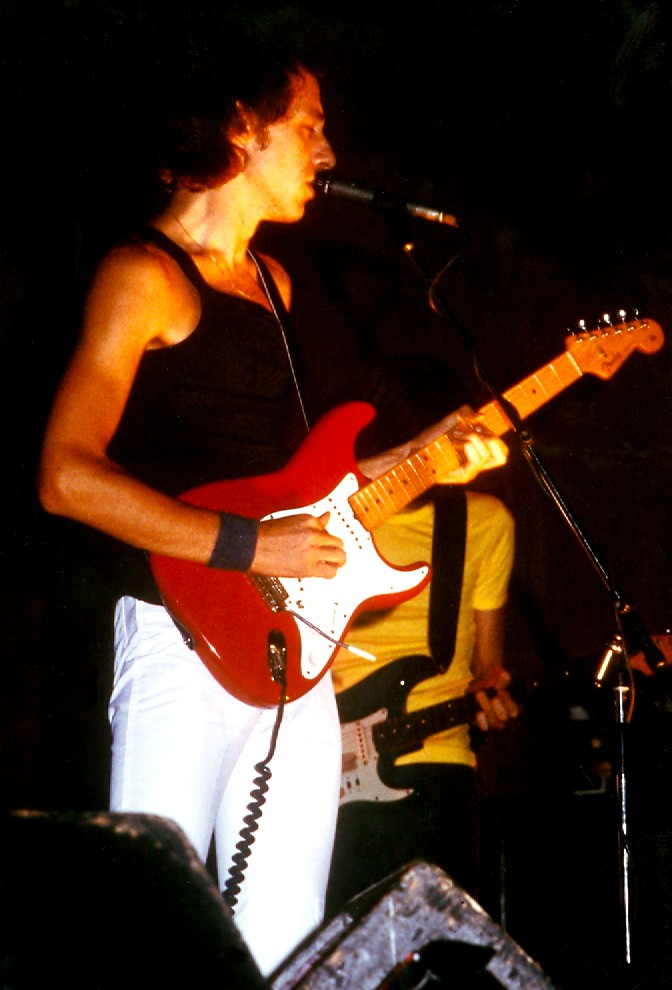
Mark Knopfler agli inizi della sua carriera con una Fender Stratocaster

Il giovanissimo Knopfler apprezzava particolarmente anche le canzoni di Bob Dylan, condividendo questa passione con la compagna di scuola Sue Hercombe; nel 1965 i due adolescenti formarono un duo folk e acquisirono una certa notorietà dopo un'apparizione televisiva su di un'emittente locale. Negli stessi mesi Mark entrò a far parte di una compagnia teatrale sperimentale, ma il progetto fallì.
Nel 1967, terminato il ciclo scolastico, il giovane frequentò con profitto un corso annuale di giornalismo presso l'Harlow College, il che gli assicurò un posto di lavoro a Leeds come cronista del quotidiano Yorkshire Evening Post. Due anni più tardi, Knopfler decise di riprendere a studiare: abbandonò l'impiego e si iscrisse al corso del Bachelor of Arts in lingua e letteratura inglese dell'Università di Leeds, iniziando a lavorare in un'azienda agricola per pagarsi gli studi. Durante gli anni di permanenza a Leeds, sposò la fidanzata Kathy White e formò un duo blues chiamato The Duolian String Pickers insieme al chitarrista Steve Phillips. Con l'aiuto di quest'ultimo, Mark preparò inoltre un demo del suo primo brano originale, intitolato Summer's Coming My Way, che aveva composto nel 1965; la registrazione è rimasta inedita.
Nel maggio del 1973, dopo aver conseguito la laurea ed essersi separato dalla moglie, Knopfler si trasferì a Londra dove fu raggiunto dal fratello minore David, anch'egli grande appassionato di musica, il quale trovò un impiego come assistente sociale. Nella capitale britannica Mark ebbe numerose opportunità per perfezionare la sua tecnica: dopo aver risposto a un annuncio letto sul periodico Melody Maker, suonò per due mesi con i Brewers Droop, una band blues/pub rock che cercava un chitarrista solista per le sue esibizioni nei locali di High Wycombe. Successivamente lavorò presso il college di Loughton come insegnante di inglese per stranieri e per ragazzi con problemi psicologici nell'apprendimento; saltuariamente impartiva lezioni di chitarra alla Staples Road School. Con alcuni amici di Loughton formò una band rockabilly chiamata Café Racers, che ebbe vita breve.
In quegli anni, Mark scrisse numerose canzoni; tuttavia, essendo timido e poco fiducioso nelle proprie capacità di compositore, era restio a eseguirle in pubblico e preferiva limitarsi a suonare pezzi altrui oppure interpretare cover di brani famosi. Una prima svolta ebbe luogo nell'aprile del 1977, allorché il fratello David gli presentò John Illsley, un amico che studiava sociologia e lavorava in un negozio di dischi; Illsley fu chiamato a sostituire per un concerto il bassista dei Café Racers, che era malato. A seguito di tale episodio, John e i fratelli Knopfler decisero di costituire una nuova band: dopo aver iniziato a condividere un appartamento a Deptford, si dedicarono a provare insieme i brani composti da Mark. Il progetto si concretizzò quando si unì a loro il batterista Pick Withers, già socio di Mark Knopfler nei Brewers Droop, noto per aver fatto parte degli Spring e dei Primitives.

### Il grande successo con i Dire Straits (1977-1986)

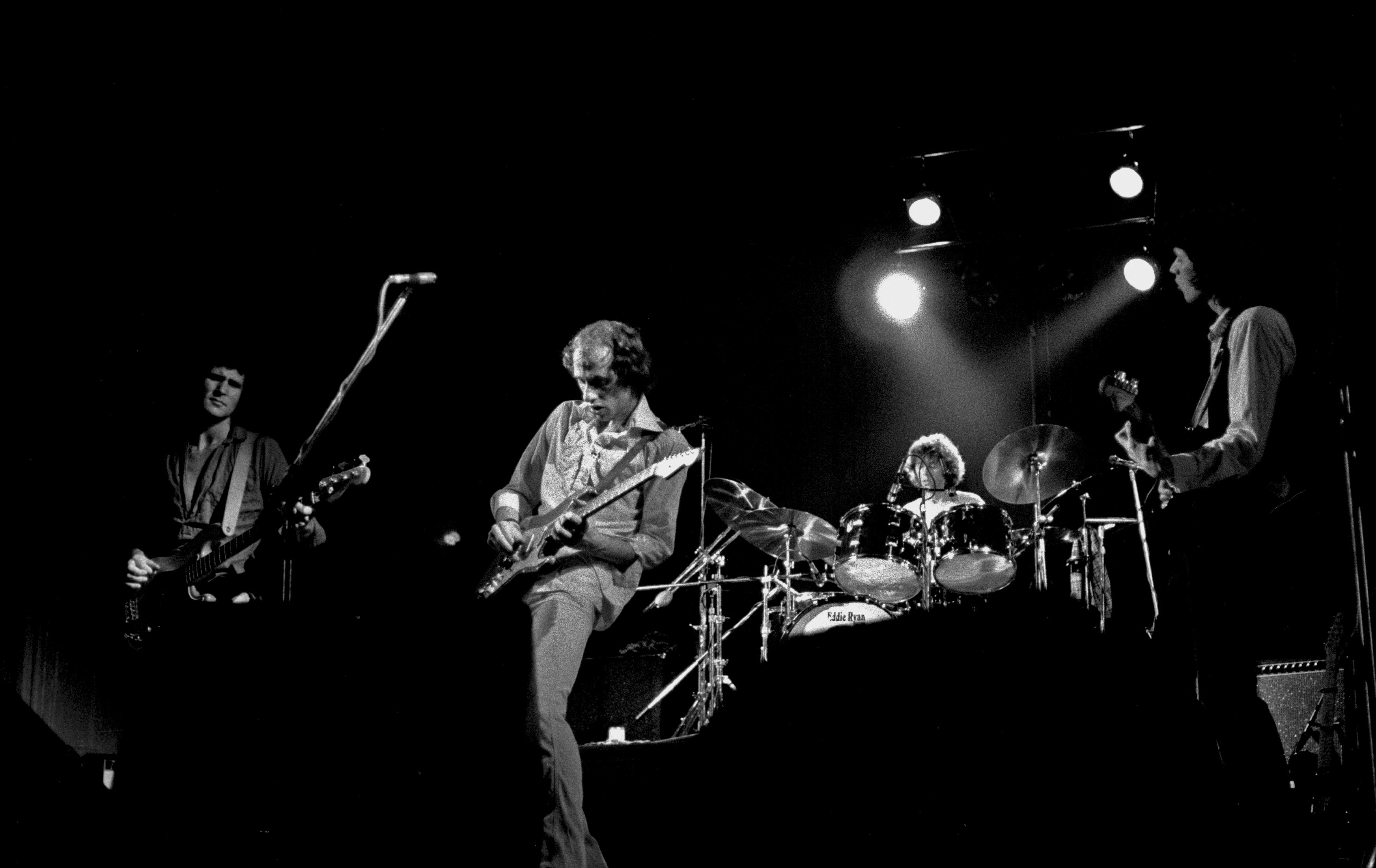
I Dire Straits impegnati in un concerto della loro prima tournée (1978): da sinistra, John Illsley, Mark Knopfler, Pick Withers e David Knopfler

La neonata band – di cui Mark Knopfler era il frontman, nonché l'autore e l'arrangiatore di tutti i brani – cominciò a esibirsi con il nome di Café Racers, mutuato dal precedente gruppo del chitarrista; dopo il primo concerto, la denominazione venne modificata in Dire Straits (letteralmente «terribili ristrettezze») per alludere con ironia al contesto di precarietà economica nel quale si trovavano i quattro giovani musicisti. Gli inizi furono segnati da riscontri di pubblico molto scarsi: Knopfler e soci proponevano infatti un rock limpido ed essenziale, ispirato principalmente al blues, al country e al rock and roll americano delle origini, collocandosi quindi in aperta controtendenza rispetto ai canoni stilistici dell'epoca che vedevano prevalere la new wave, il soft rock, la disco music e soprattutto il punk.
Fra l'estate e l'autunno del 1977, il quartetto registrò alcuni demo che comprendevano complessivamente undici canzoni, tra cui i brani Water of Love, Down to the Waterline, Six Blade Knife, Southbound Again, Sultans of Swing e una composizione di David Knopfler in seguito scartata. Allo scopo di ottenere un giudizio qualificato sulla propria produzione, la band fece recapitare i nastri al musicologo e disc jockey londinese Charlie Gillett, che conduceva una trasmissione radiofonica sulle frequenze locali della BBC: questi rimase così colpito dallo stile musicale dei Dire Straits che decise, all'insaputa del gruppo, di inserire Sultans of Swing nella propria programmazione. La canzone, contraddistinta da due assolo chitarristici di Mark Knopfler, descrive i componenti di un complesso amatoriale dixieland mentre si esibiscono in un pub, del tutto ignorati dagli avventori. Il pezzo riscosse il gradimento degli ascoltatori della radio e fruttò ai Dire Straits il loro primo contratto discografico.
L'album d'esordio del gruppo, prodotto da Muff Winwood e intitolato semplicemente Dire Straits, fu edito nel giugno del 1978 senza alcuna forma di pubblicità. A dispetto delle valutazioni molto positive della stampa specializzata, il disco passò inizialmente inosservato nel Regno Unito ma ottenne un successo repentino nel resto d'Europa, negli Stati Uniti e in Australia, riuscendo infine ad affermarsi anche in terra britannica.

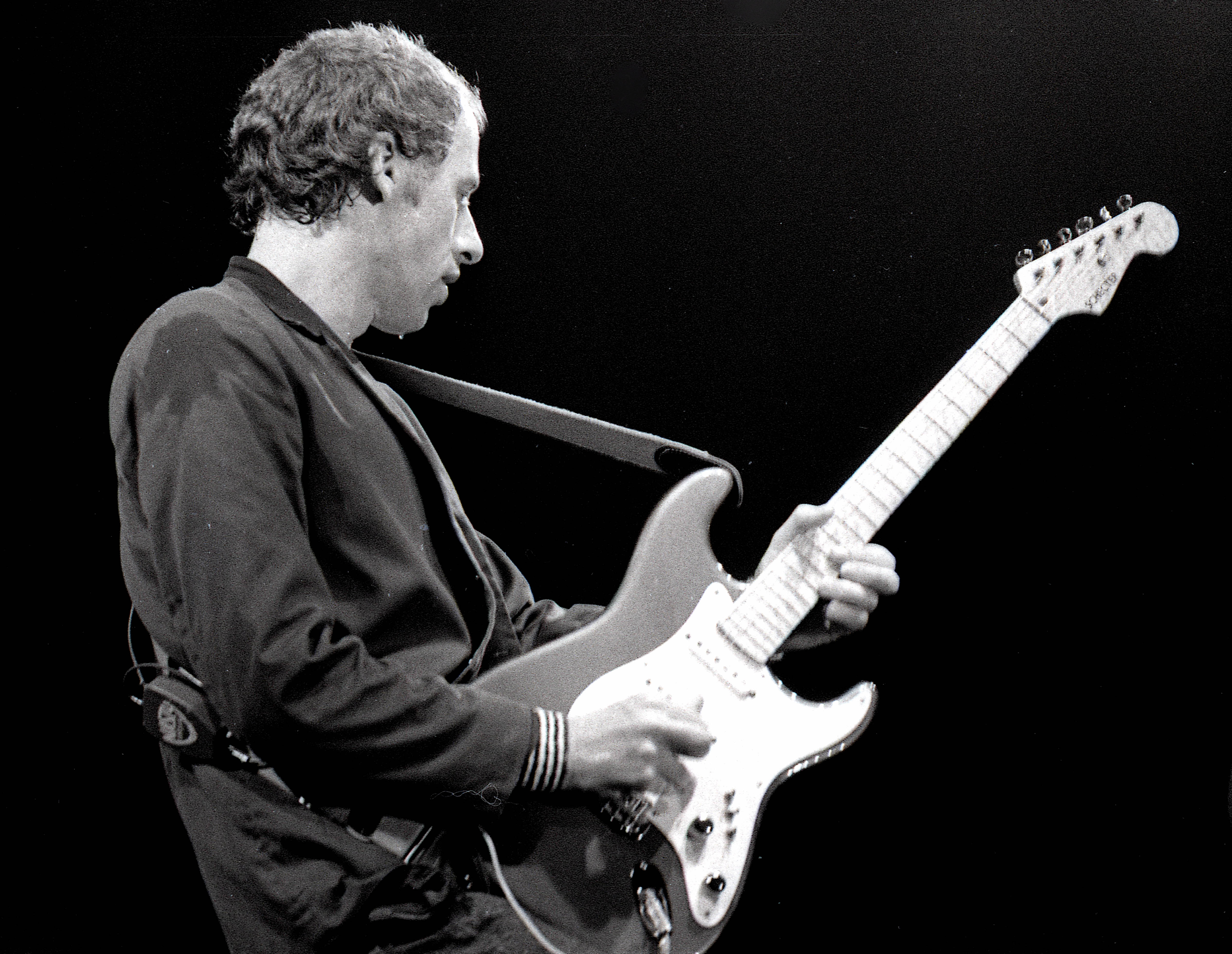
Il chitarrista con una Schecter Custom Stratocaster rossa

Nel giugno del 1979 fu pubblicato Communiqué, il secondo lavoro della band, la cui produzione artistica venne curata da Barry Beckett e Jerry Wexler. Il disco, pur non sapendo eguagliare la popolarità dell'opera d'esordio, fu comunque accolto molto bene dagli estimatori del gruppo, permettendo alla band di incrementare il proprio repertorio. Le frasi di chitarra di Mark Knopfler, originali e riconoscibili alla prima nota, suscitarono il plauso anche di Bob Dylan: il cantautore statunitense, dopo aver assistito a un concerto del Communiqué Tour, invitò il leader dei Dire Straits a partecipare attivamente alle sessioni di registrazione del suo nuovo LP, Slow Train Coming, in cui la chitarra di Knopfler è presente in tutti i brani. La collaborazione con Dylan contribuì notevolmente ad accrescere la reputazione del musicista britannico, che nel medesimo periodo prese parte alla realizzazione dell'album Gaucho degli Steely Dan e duettò con Philip Lynott nella canzone King's Call.
Agli inizi del 1980, il chitarrista si trasferì da Londra a New York e il nuovo ambiente influì in misura considerevole sul suo processo di maturazione come compositore: la terza prova discografica dei Dire Straits, intitolata Making Movies, mostrò infatti i segni di un'evoluzione sotto diversi aspetti. Il disco – distribuito nell'ottobre del 1980 e prodotto dallo stesso Mark Knopfler insieme a Jimmy Iovine – presenta arrangiamenti più complessi e testi più ricercati, connotati da una forte impronta narrativa, alla stregua di brevi romanzi in musica; uno degli esempi più significativi in questo senso è costituito da Tunnel of Love, il brano di apertura dell'album, noto anche per un lungo assolo di chitarra particolarmente evocativo. La traccia più celebre di Making Movies è tuttavia Romeo and Juliet, un pezzo sull'amore perduto o non corrisposto di cui sono state incise numerose cover. Le fasi di lavorazione del disco segnarono inoltre la separazione artistica tra i due fratelli Knopfler: David, trovandosi in disaccordo con il resto del gruppo circa alcune parti di chitarra, abbandonò il progetto in corso d'opera e intraprese una carriera autonoma come solista. A partire dall'On Location World Tour (1980-1981), egli fu sostituito da Hal Lindes, che entrò nell'organico della band insieme al tastierista Alan Clark.
In vista della preparazione del successivo album Love over Gold (settembre 1982), Mark Knopfler decise di rimanere l'unico responsabile della produzione artistica, anche allo scopo di contrastare le pressioni di alcuni esponenti della casa discografica che avrebbero auspicato un'impostazione più mainstream per lo stile del gruppo. I Dire Straits, al contrario, diedero alle stampe un lavoro fortemente sperimentale, contraddistinto da estesi passaggi strumentali e da spiccate influenze jazz e rock progressivo. Private Investigations, un brano caratterizzato da un tono introspettivo, divenne una presenza irrinunciabile nei concerti della band. Industrial Disease si distingue invece per un'aspra critica al sistema capitalista, tema affrontato anche in Telegraph Road, una composizione di oltre 14 minuti di durata. La canzone Private Dancer, estromessa dal disco in quanto ritenuta più adatta a una voce femminile, fu scelta da Tina Turner come title track per il suo album del 1984, che si sarebbe poi affermato come il lavoro di maggior successo della cantante statunitense. Dopo la registrazione di Love over Gold, il batterista Pick Withers lasciò la band per motivi familiari e fu rimpiazzato da Terry Williams, già membro dei Man e dei Rockpile.

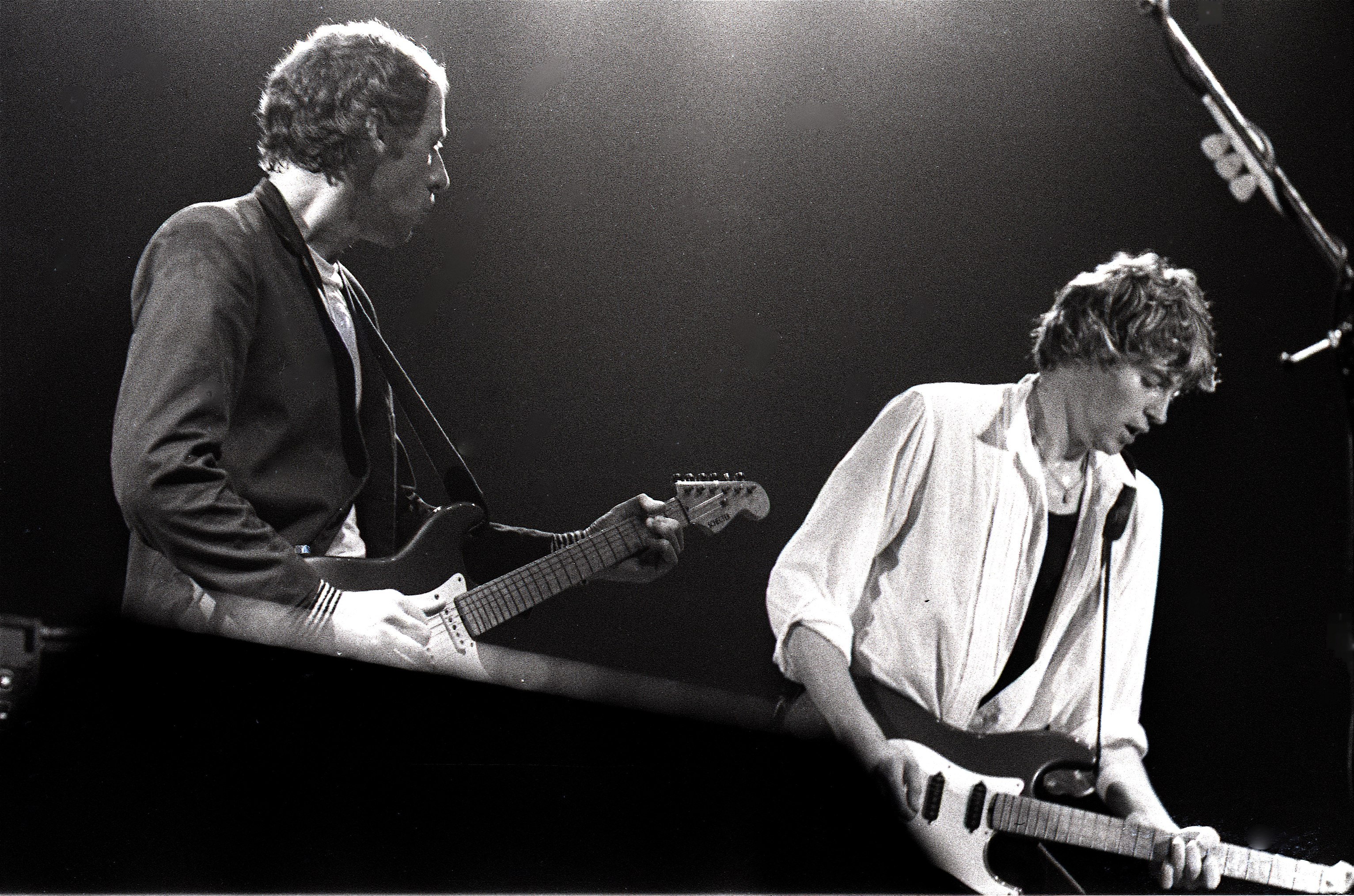
Mark Knopfler sul palco con Hal Lindes

La pubblicazione dell'EP ExtendedancEPlay (gennaio 1983) fu seguita da un tour mondiale il cui concerto conclusivo venne immortalato nell'album doppio Alchemy: Dire Straits Live (marzo 1984), apprezzatissimo dai fan. A differenza della maggior parte dei dischi dal vivo, Alchemy fu pubblicato senza sovraincisioni di alcun genere né ritocchi in studio, in modo tale da salvaguardare la naturalezza della registrazione.
Nella prima metà degli anni ottanta, Knopfler concentrò una parte delle proprie energie su alcuni progetti paralleli che influenzarono profondamente il suo percorso artistico. Nell'estate del 1982, lavorando direttamente sul set, il musicista si dedicò alla composizione della colonna sonora del film Local Hero, nella quale emersero marcate ascendenze celtiche; due differenti versioni del tema principale, intitolate Going Home: Theme of the Local Hero e Wild Theme, entrarono in seguito anche nel repertorio dei Dire Straits. Nello stesso periodo Knopfler diede altri contributi al mondo del cinema, firmando le musiche dei lungometraggi Cal e Comfort and Joy, edite anch'esse come pubblicazioni a sé stanti; tra i brani più rappresentativi di questa fase si annoverano Boomtown (Variation Louis' Favourite), Irish Boy, Father and Son e The Long Road. Molto richiesto sia come chitarrista sia in qualità di produttore artistico, il leader dei Dire Straits si dedicò inoltre a una serie di collaborazioni con Aztec Camera, Phil Everly, Van Morrison e nuovamente con Philip Lynott nella canzone Ode to Liberty (The Protest Song). Anche il sodalizio con Bob Dylan ebbe un seguito: l'acclamato artista americano, sentendo la necessità di essere affiancato da un produttore esperto per l'album Infidels, preferì Knopfler agli altri candidati David Bowie, Elvis Costello e Frank Zappa. Nel frattempo – oltre a partecipare alla registrazione di Release, il lavoro del debutto solista del fratello David – il chitarrista sposò in seconde nozze Lourdes Salomone, da cui ha avuto due gemelli.

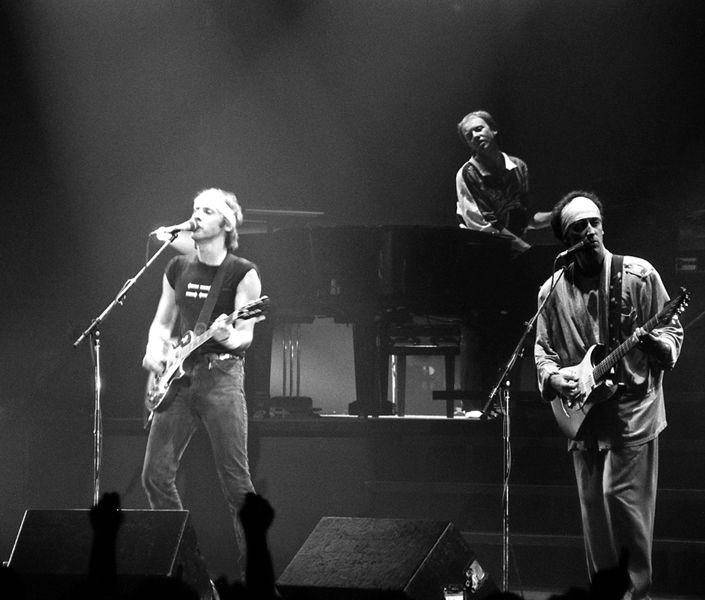
I Dire Straits durante uno spettacolo del tour Live in 85/6

Il quinto album in studio dei Dire Straits, Brothers in Arms (maggio 1985), conobbe una fama del tutto inaspettata nelle proporzioni: favorito dalla fortuna della title track e degli altri quattro singoli So Far Away, Money for Nothing, Walk of Life e Your Latest Trick, il disco divenne una delle pubblicazioni discografiche più vendute di tutti i tempi. L'opera si qualifica inoltre per la presenza delle tre canzoni antimilitariste Ride Across the River, The Man's Too Strong e Brothers in Arms: quest'ultimo brano, in particolare, scritto dalla prospettiva di un soldato ferito a morte che esorta i compagni a prendere consapevolezza dell'assurdità di tutte le guerre, si affermò come un popolare inno pacifista. Essendo caratterizzato da alcune sfumature sonore tipiche degli anni ottanta e da un approccio nel complesso più affine ai gusti dell'epoca, l'album è ritenuto il lavoro stilisticamente meno rappresentativo nell'intera produzione della band britannica. Per la registrazione del disco, i Dire Straits si avvalsero del contributo di Sting, invitato a cantare come seconda voce in Money for Nothing, nonché di alcuni turnisti e del tastierista Guy Fletcher, che si era unito al gruppo poco prima. Il chitarrista Hal Lindes invece non era presente: egli aveva infatti preferito lasciare la band per potersi dedicare all'attività di compositore di colonne sonore. La successiva tournée vide i Dire Straits impegnati in oltre 240 concerti nell'arco di dodici mesi.

### I progetti alternativi e le collaborazioni (1987-1995)
Provato dalle fatiche del tour Live in 85/6 e infastidito dalle dinamiche del music business, Knopfler si mostrò sempre più interessato a progetti lontani dalle attenzioni del grande pubblico, accantonando di conseguenza i Dire Straits. A questo proposito egli dichiarò:
Fra il 1987 e il 1989, insieme agli amici di gioventù Steve Phillips e Brendan Croker, il chitarrista gettò le basi per la costituzione del collettivo informale roots rock/alternative country The Notting Hillbillies, il cui nucleo originario fu poi completato da Guy Fletcher. La denominazione scelta dal gruppo ebbe origine da un calembour formato dal nome del quartiere londinese di Notting Hill e dal vocabolo dell'inglese americano «hillbilly», che indica una persona semplice e per nulla sofisticata; la locuzione «hillbilly music», inoltre, si riferisce a un particolare filone di musica alternative country.
In questo periodo, oltre a tornare a comporre per il cinema (La storia fantastica, Ultima fermata Brooklyn e un brano per il film Il colore dei soldi), Knopfler ebbe la libertà di concentrarsi su diversi progetti musicali, collaborando a vario titolo con Sting, Willy DeVille, Bryan Ferry, Paul Brady, Ben E. King, Randy Newman, Joan Armatrading, The 5 O'Clock Shadows, The Judds, Buddy Guy e di nuovo con Tina Turner e con Bob Dylan. Il leader dei Dire Straits fu chiamato anche a dare il proprio contributo a tre album del chitarrista country Chet Atkins, uno dei suoi principali modelli; inoltre fece parte della band che accompagnò Eric Clapton in una tournée mondiale celebrativa. La canzone I Think I Love You Too Much, composta da Knopfler e incisa insieme a Jeff Healey, venne in seguito riproposta dal vivo tanto dai Notting Hillbillies quanto dai Dire Straits. Il musicista britannico partecipò infine alla realizzazione dei due lavori solisti di John Illsley, Never Told a Soul e Glass.

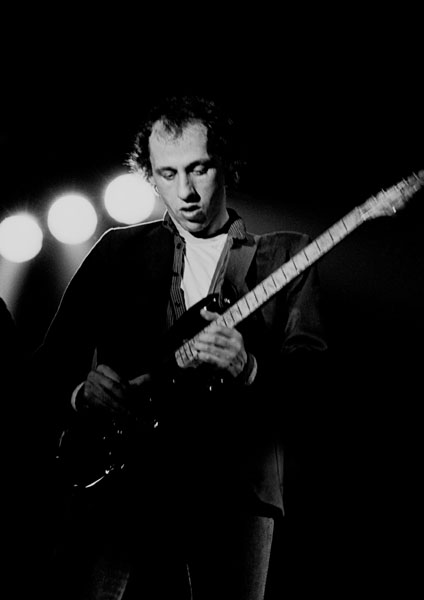
Il musicista negli anni ottanta

Nel marzo del 1990 venne distribuito l'album Missing...Presumed Having a Good Time, unica prova discografica dei Notting Hillbillies, a cui seguì un tour del gruppo nel Regno Unito. Il disco contiene undici tracce: quattro brani tradizionali appartenenti a diverse varietà stilistiche della musica folclorica americana e sette canzoni d'autore, tra cui una composizione originale di Knopfler intitolata Your Own Sweet Way. Il pezzo conclusivo dell'album, un riarrangiamento del brano Feel Like Going Home di Charlie Rich, fu successivamente interpretato anche da Tom Jones durante un proprio spettacolo, con la partecipazione dello stesso Knopfler alla chitarra elettrica. L'esibizione tenuta dai Notting Hillbillies il 15 maggio 1990 alla Maltings Concert Hall di Snape venne trasmessa dall'emittente televisiva Channel 4 insieme a un'intervista con i componenti della band.
Il rapporto di collaborazione e di stima reciproca fra Chet Atkins e Mark Knopfler culminò nella registrazione di un intero album di duetti, Neck and Neck (novembre 1990), per il quale il fondatore dei Dire Straits rifiutò ogni compenso. L'opera, che ricevette un'accoglienza critica molto favorevole, comprende pezzi country rock, parodie di brani famosi, cover di classici (tra cui Tears di Stéphane Grappelli e Django Reinhardt) e una canzone scritta da Knopfler per l'occasione, The Next Time I'm in Town.
Escludendo alcune sporadiche apparizioni per scopi benefici, l'attività dei Dire Straits riprese soltanto nel novembre del 1990, allorché la band tornò in studio di registrazione per preparare un nuovo lavoro; a seguito dell'abbandono del batterista Terry Williams, il gruppo era tornato a essere un quartetto composto da Clark, Fletcher, Illsley e Knopfler, a cui si affiancarono numerosi turnisti. L'album, intitolato On Every Street, fu edito nel settembre del 1991 a sei anni e mezzo di distanza da Brothers in Arms, del quale non riuscì a ripetere il successo in termini di riscontro popolare: il disco – contraddistinto da arrangiamenti più elaborati rispetto al passato – si configura come un'opera estremamente eterogenea, che risente delle variegate esperienze artistiche del chitarrista. Prima ancora che l'album venisse pubblicato, i Dire Straits partirono per un'altra tournée mondiale di oltre tredici mesi, al termine della quale il gruppo di fatto si sciolse. Mark Knopfler, propenso fin dagli esordi a rifuggire le luci della ribalta per dedicarsi alla musica senza divagazioni, decise di concentrare le proprie forze su di una carriera solista che gli permettesse di sperimentare nuove soluzioni, continuando al contempo a suonare dal vivo su una scala ridotta. Il chitarrista commentò così tale scelta in un'intervista del 2002:
L'epoca dei Dire Straits si concluse quindi con due album dal vivo: On the Night (maggio 1993), che insieme all'EP Encores documenta l'ultimo tour della band, e Live at the BBC (giugno 1995), che invece raccoglie alcune esibizioni risalenti al periodo compreso fra il 1978 e il 1980. Intanto Knopfler, che tornò a vivere a Londra dopo essersi separato dalla seconda moglie, fu coinvolto in una nuova serie di collaborazioni con John Anderson, Rory Block, Hank Marvin, David Schnaufer, George Jones, Jimmy Nail, Sonny Landreth, The Chieftains, Iris DeMent e ancora con Chet Atkins.

### La carriera solista (dal 1996)
Nel marzo del 1996 venne pubblicato Golden Heart, il primo lavoro solista di Mark Knopfler: inciso fra Londra, Nashville e Dublino, il disco unisce elementi country e cajun ad atmosfere celtiche e a sonorità che ancora ricordano gli anni dei Dire Straits. Durante le sessioni di registrazione dell'album si costituì la formazione principale della band di supporto di Knopfler, composta da Richard Bennett (chitarra), Glenn Worf (basso), Chad Cromwell (batteria), Jim Cox (tastiere) e dal polistrumentista Guy Fletcher, già membro dei Dire Straits e dei Notting Hillbillies. Il gruppo, noto con l'appellativo «The 96'ers» (ovvero «quelli del 1996»), accompagnò il musicista anche durante la successiva tournée che venne inaugurata il 24 aprile 1996 a Galway e si chiuse il 4 agosto dello stesso anno ad Antibes dopo 84 spettacoli. Il 15 aprile 1996 Knopfler tenne un concerto speciale presso gli studi televisivi della BBC: il filmato dell'esibizione venne distribuito in formato VHS e successivamente in DVD con il titolo A Night in London.

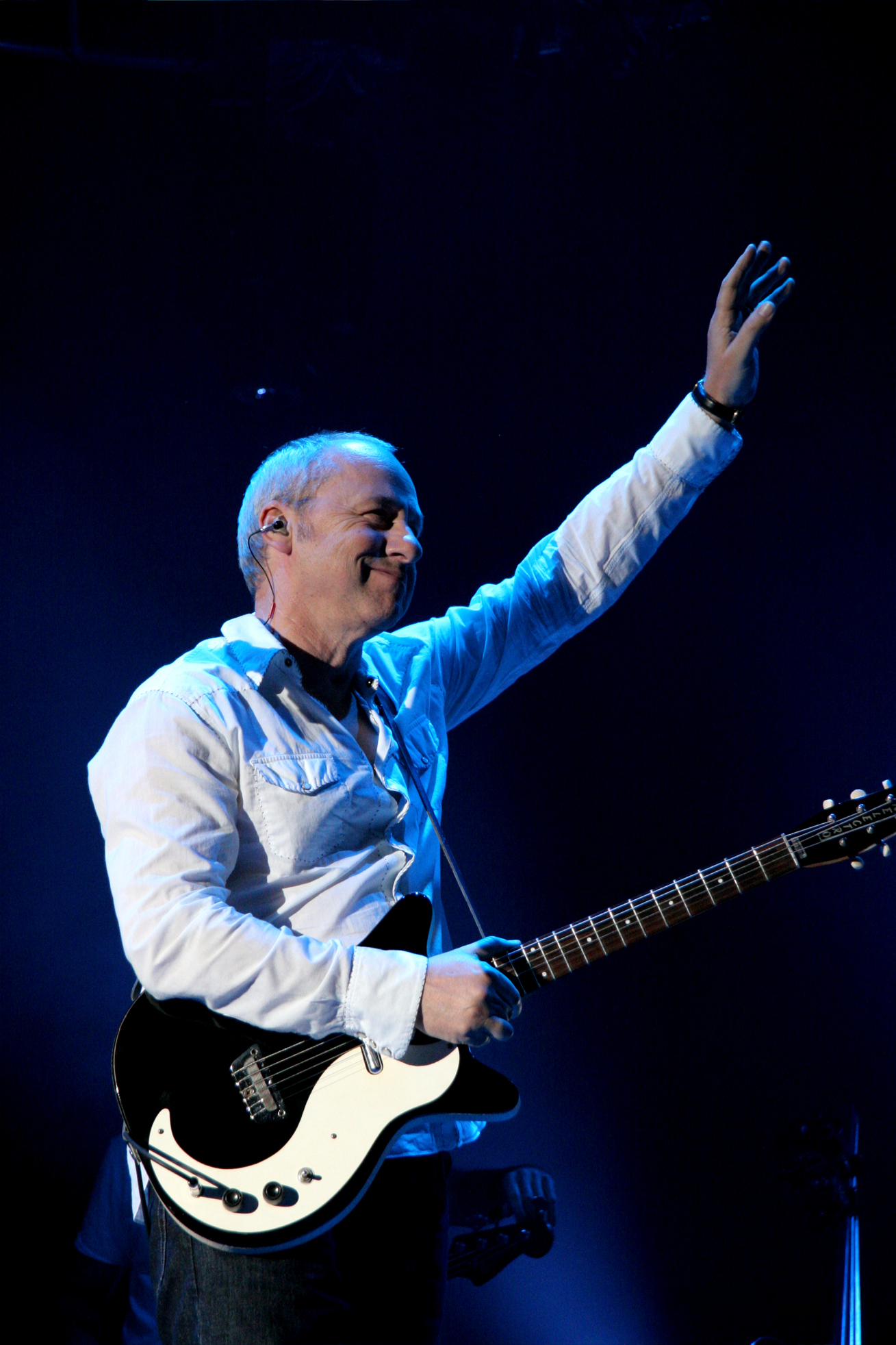
Mark Knopfler ringrazia il pubblico: pur essendo descritto come un uomo schivo e riservato, il chitarrista è noto per le sue maniere cordiali e affabili

Nel 1997 il chitarrista sposò l'attrice e scrittrice Kitty Aldridge, che gli ha dato due figlie. Insieme ad altre personalità eminenti del panorama musicale britannico, fra cui Eric Clapton, Phil Collins, Elton John, Paul McCartney e Sting, il 15 settembre 1997 Mark Knopfler prese parte al concerto organizzato da George Martin alla Royal Albert Hall di Londra per raccogliere fondi a beneficio dell'isola di Montserrat, colpita da un'eruzione vulcanica; durante lo spettacolo, il fondatore dei Dire Straits eseguì i brani Wild Theme, Brothers in Arms e Money for Nothing, oltre a Layla e Same Old Blues in coppia con Clapton. Nello stesso periodo, il musicista tornò sul palco per alcune esibizioni dal vivo dei Notting Hillbillies e fu chiamato a collaborare con Clint Black, Liam O'Flynn, Waylon Jennings, Kris Kristofferson, Jools Holland e Rod Stewart.
Dopo aver portato a termine la stesura delle colonne sonore per i film Sesso & potere e Metroland, nel settembre del 2000 Knopfler diede alle stampe il suo secondo album solista, Sailing to Philadelphia, che insieme al singolo What It Is riscosse un buon successo di pubblico. Il disco vede la partecipazione di alcuni ospiti celebri: Van Morrison e James Taylor furono invitati a cantare rispettivamente nel pezzo The Last Laugh e nella title track, ispirata al romanzo storico Mason & Dixon di Thomas Pynchon. Nel brano Silvertown Blues il chitarrista denuncia i danni provocati a Londra dalla speculazione edilizia, mentre Speedway at Nazareth – una canzone bluegrass/country folk contraddistinta da una lunga coda strumentale in crescendo – divenne una presenza fissa in concerto. Nel 2001, oltre a firmare le musiche del film Sfida per la vittoria, Knopfler partì per un altro tour con la sua band; Jim Cox, che aveva lasciato il gruppo per motivi di salute, venne sostituito per l'occasione da Geraint Watkins e Mike Henderson.
Nel luglio del 2002, il musicista britannico promosse un ciclo di quattro concerti di beneficenza, ribattezzati Mark Knopfler and Friends: nella prima metà di ciascuno degli spettacoli, il chitarrista si esibì con i Notting Hillbillies, per poi dedicarsi nella parte seguente al repertorio dei Dire Straits insieme a John Illsley, Guy Fletcher, Chris White, Danny Cummings, Robbie McIntosh, Geraint Watkins, Jools Holland, Bobby Valentino e Jimmy Nail. L'album successivo di Knopfler, The Ragpicker's Dream, fu distribuito nel settembre del medesimo anno; il disco, fortemente influenzato dalla musica tradizionale statunitense, mostra nel suo complesso un tono più intimo e riflessivo, enfatizzato dalla preponderanza di sonorità acustiche. La traccia di apertura, intitolata Why Aye Man, si connota come una canzone di protesta nei confronti dell'operato di Margaret Thatcher, primo ministro del Regno Unito dal 1979 al 1990: nel testo, facendo esplicito riferimento all'epoca thatcheriana, vengono narrate le vicende di alcuni operai dell'Inghilterra settentrionale, costretti a lasciare il paese d'origine e a emigrare in Germania per trovare lavoro. Knopfler ha citato come una delle principali fonti d'ispirazione del brano la raccolta di poesie The Spirit Level di Seamus Heaney. Nel marzo del 2003, mentre si trovava alla guida della propria motocicletta, il musicista rimase coinvolto in un incidente stradale, riportando alcune fratture che lo obbligarono ad annullare la tournée prevista per i mesi seguenti.

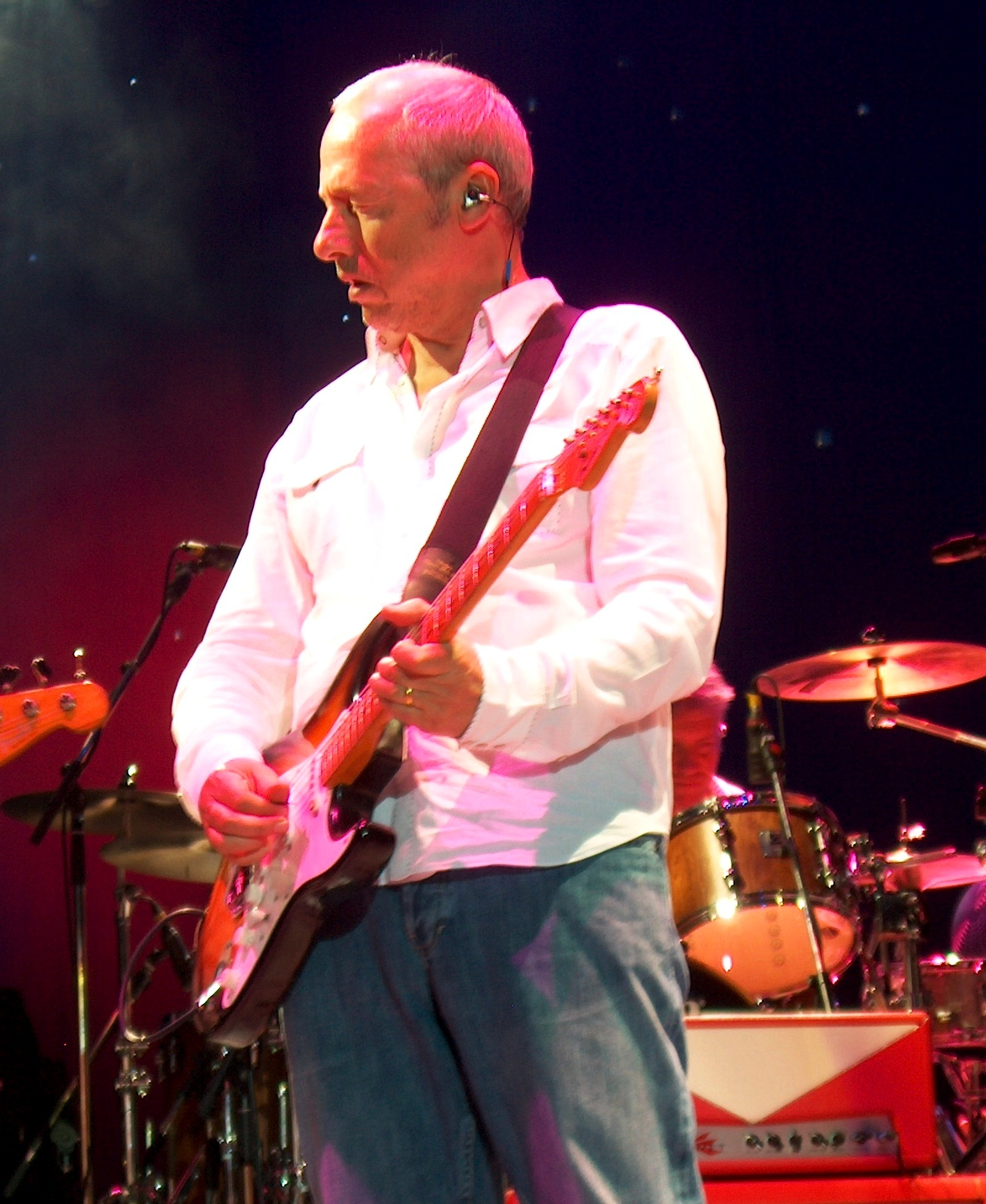
Knopfler durante un'esibizione dal vivo nel 2006

Knopfler tornò all'opera per registrare l'album Shangri-La (settembre 2004), nel quale si conferma il suo riavvicinamento al folk, al country e al blues. In vista della preparazione del disco, il posto di Jim Cox nella band venne rilevato dal tastierista Matt Rollings, che aveva già collaborato con il chitarrista per Golden Heart. Nel brano 5.15 a.m. Knopfler racconta dell'omicidio del malavitoso Angus Sibbet, avvenuto nel 1967, mentre in Boom, Like That ripercorre l'ascesa di Ray Kroc, il fondatore della McDonald's Corporation, mettendone in evidenza i metodi estremamente spregiudicati. Il 2005 vide il fondatore dei Dire Straits impegnato in un tour mondiale di 104 concerti, durante il quale Danny Cummings subentrò a Chad Cromwell nel ruolo di batterista; negli stessi mesi furono distribuiti i due EP The Trawlerman's Song e One Take Radio Sessions.
Nell'aprile del 2006 venne pubblicato All the Roadrunning, un album di duetti con Emmylou Harris che raccoglie otto anni di registrazioni con la popolare artista country americana. Il testo della canzone If This Is Goodbye, la traccia che conclude il lavoro, fu ispirato a Knopfler dalla lettura di un articolo di Ian McEwan sul Guardian, in cui lo scrittore inglese racconta la storia delle vittime degli attentati dell'11 settembre 2001 che lasciarono dei messaggi vocali per i propri cari mentre si trovavano bloccate nel World Trade Center. Il disco venne promosso attraverso una breve tournée documentata nel CD/DVD Real Live Roadrunning, che immortala il concerto tenuto il 28 giugno 2006 al Gibson Amphitheatre di Los Angeles. Durante il tour, i due cantautori furono accompagnati dalla band di Knopfler e dal polistrumentista Stuart Duncan.
Kill to Get Crimson, edito nel settembre del 2007, fu il primo album di Knopfler realizzato presso i British Grove Studios, gli studi londinesi di proprietà del musicista che erano stati inaugurati l'anno precedente. L'opera, caratterizzata da atmosfere sonore eminentemente folk, si chiude con la ballata In the Sky, costruita intorno al dialogo tra il sassofono di Chris White e la chitarra acustica del fondatore dei Dire Straits. Alla pubblicazione del disco seguì un nuovo tour, in occasione del quale si unì al gruppo il polistrumentista John McCusker, che aveva partecipato anche alle sessioni di registrazione dell'album. Nel medesimo periodo, il chitarrista britannico diede il proprio apporto ad alcuni lavori di altri artisti, tra cui Bill Wyman, John Fogerty, B.B. King, gli America, Chris Botti e David Crosby.

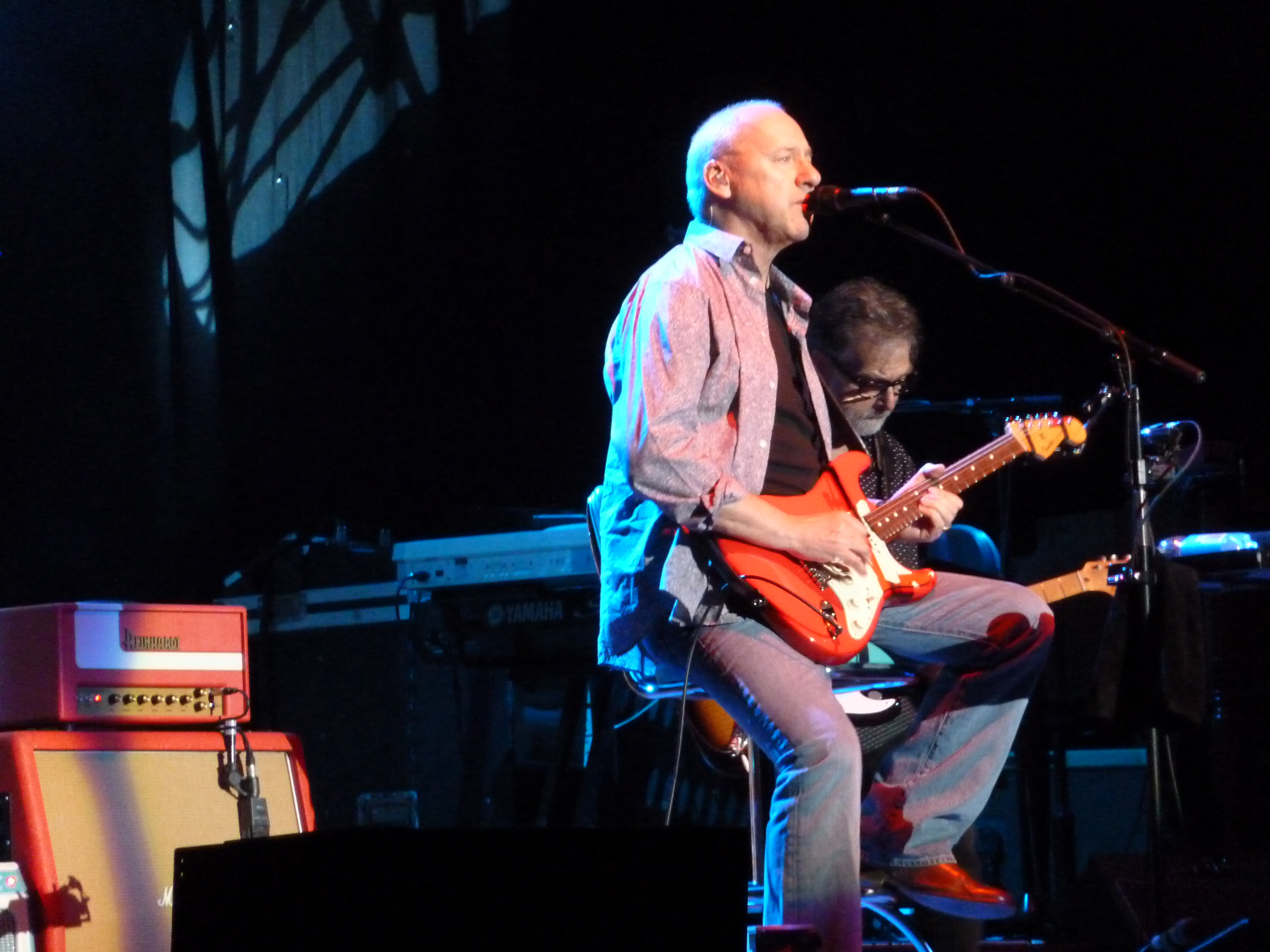
Il musicista sul palco nel 2010

Il sesto album solista di Mark Knopfler, Get Lucky, fu distribuito nel settembre del 2009. Il disco si distingue per la presenza di marcate aperture celtiche; i brani Before Gas and TV, Cleaning My Gun, Remembrance Day e So Far from the Clyde vedono la chitarra elettrica di Knopfler tornare in primo piano, mentre in Piper to the End l'autore rende omaggio alla memoria di uno zio scomparso durante la battaglia di Arras. Nel Get Lucky Tour, che ebbe inizio l'8 aprile 2010 a Seattle e si concluse il 31 luglio 2010 ad Avila, il gruppo del musicista venne affiancato dai due polistrumentisti Tim O'Brien e Michael McGoldrick.
Nell'autunno del 2011, Mark Knopfler e la sua band – con il nuovo batterista Ian Thomas e il ritorno di Jim Cox – furono invitati a prendere parte alla tournée intrapresa da Bob Dylan in Europa; una simile iniziativa venne ripetuta l'anno seguente in Nord America. Frattanto l'artista pubblicò il primo album doppio della sua carriera solista, intitolato Privateering, nel settembre del 2012: il lavoro comprende venti brani, tra cui sette canzoni già proposte dal vivo durante i concerti con Bob Dylan e quattro pezzi blues di matrice tradizionale, registrati con il contributo dell'armonicista statunitense Kim Wilson. Il chitarrista fu successivamente impegnato in un nuovo tour fra l'aprile e l'ottobre del 2013; Knopfler decise di annullare gli spettacoli previsti a Mosca e a San Pietroburgo in segno di protesta contro le restrizioni adottate dalle autorità governative russe nei confronti di Amnesty International e di Human Rights Watch.
L'artista diede alle stampe la sua ottava prova discografica, Tracker, nel marzo del 2015: l'opera – piuttosto eterogenea sotto il profilo stilistico – è contraddistinta da composizioni mediamente più lunghe rispetto agli album precedenti, fra le quali si annoverano due brani dedicati rispettivamente al poeta Basil Bunting e alla scrittrice Beryl Bainbridge; la pubblicazione del disco fu seguita da una tournée mondiale di 87 concerti. Nel 2016 Knopfler tornò a contribuire al mondo del cinema, creando le musiche del lungometraggio Altamira in collaborazione con la percussionista Evelyn Glennie.
Down the Road Wherever, l'album successivo del cantautore, fu distribuito nel novembre del 2018 dopo una laboriosa gestazione; pur presentando nel complesso arrangiamenti più articolati, l'opera si conclude con un pezzo prettamente folk, intitolato Matchstick Man, nel quale il fondatore dei Dire Straits – accompagnato solo dalla propria chitarra acustica – rievoca i giorni difficili dei suoi esordi come musicista. Contestualmente alla preparazione del disco, Knopfler compose la colonna sonora per l'adattamento teatrale del film Local Hero; lo spettacolo debuttò a Edimburgo nel marzo del 2019. Nello stesso anno l'artista partì per un nuovo tour internazionale con il proprio gruppo.
Nel corso della sua carriera, Mark Knopfler ha partecipato a numerose iniziative di carattere benefico; molte delle sue chitarre sono state donate oppure vendute all'asta allo scopo di raccogliere fondi da destinare ad associazioni caritatevoli.

## Stile musicale
(Douglas Adams, Addio, e grazie per tutto il pesce, 1984)

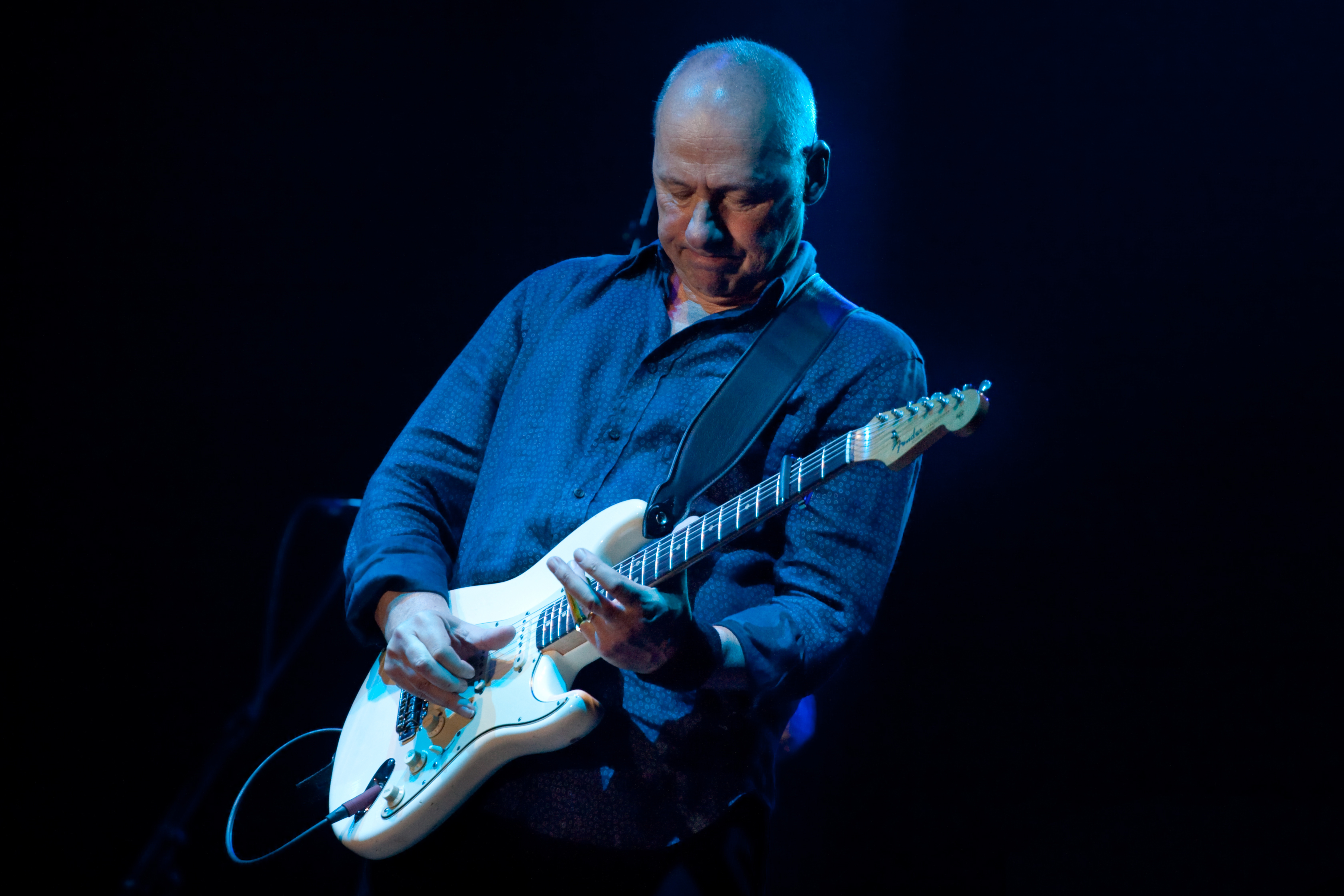
Il particolare timbro chitarristico di Mark Knopfler rappresenta uno dei principali tratti distintivi del suo stile musicale

Sebbene la sua musica abbia manifestato un'evidente evoluzione nelle diverse fasi della sua carriera, Mark Knopfler ha sempre conservato una cifra stilistica ben precisa, che trova nel suo inconfondibile tocco chitarristico una delle peculiarità principali.
Pur rientrando sostanzialmente nei canoni del roots rock e del blues rock, la produzione dell'artista britannico si connota come una sintesi originale e distintiva di elementi derivati da un'ampia varietà di tradizioni e di generi musicali differenti, tra cui si annoverano la musica celtica, il country, il blues, il folk, il jazz, il rock and roll, il rockabilly, il boogie-woogie, il cajun, il bluegrass, il ragtime, il pub rock, l'hard rock e il rock progressivo.
Fra le opere che lo hanno maggiormente influenzato in gioventù, Knopfler ha menzionato Live at the Regal di B.B. King e Blonde on Blonde di Bob Dylan; il cantautore folk statunitense, in particolare, ha rappresentato per lui un importante modello di riferimento anche per quanto riguarda lo stile vocale. Le principali fonti d'ispirazione di Knopfler comprendono inoltre Lonnie Donegan, Hank Marvin, Elvis Presley, Scotty Moore, The Animals, Django Reinhardt, The Everly Brothers, Chet Atkins, Ry Cooder, The Kinks, Blind Willie McTell, Buddy Holly, Jerry Lee Lewis, The Rolling Stones, Duane Eddy, Jimi Hendrix, Blind Blake, Howlin' Wolf, James Burton, Lonnie Johnson, Ennio Morricone e soprattutto il Tulsa sound di J.J. Cale. Dal punto di vista della struttura compositiva, numerosi brani del chitarrista britannico sono accomunati dalla mancanza di un vero e proprio ritornello e dalla presenza di lunghe sezioni strumentali, che tuttavia sono andate ridimensionandosi lievemente nella sua produzione solista; come tonalità sceglie spesso il fa maggiore, il re minore e il si minore.

## Poetica

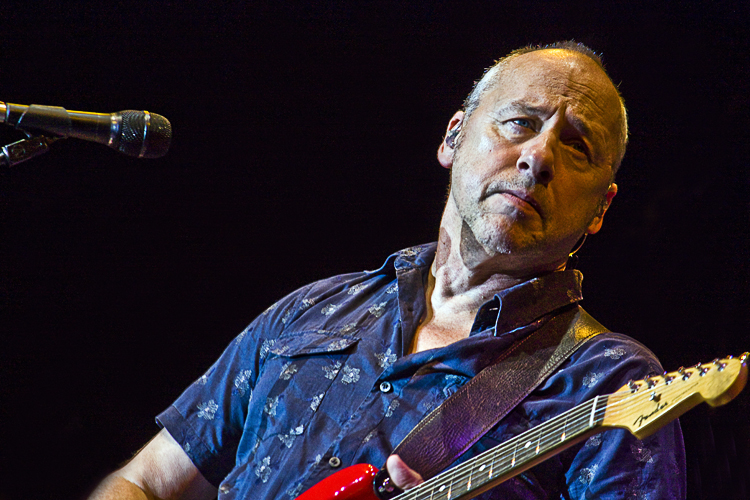
Knopfler durante un concerto

Gli argomenti affrontati da Mark Knopfler nei testi delle sue canzoni hanno subìto un'evoluzione nel corso degli anni: le vicende in parte autobiografiche narrate nei primi album dei Dire Straits hanno progressivamente lasciato spazio a temi segnati da una connotazione più universale e a riflessioni di carattere politico-sociale. Tra le varie tematiche trattate, ricorrono con maggior frequenza le seguenti: storie di persone comuni, quasi sempre di umili origini, che spesso riescono a migliorare la propria vita grazie alla loro determinazione; l'importanza del lavoro come diritto inalienabile e mezzo di espressione dell'individuo; l'amore romantico e le difficoltà nelle relazioni interpersonali; la denuncia dei mali generati dall'egoismo e dal materialismo deteriore che caratterizzano la società contemporanea; gli orrori della violenza e della guerra. In molti brani è sottintesa una conclusione morale, anche se l'autore fornisce raramente un giudizio esplicito; alcuni pezzi comprendono aspre critiche al consumismo e al capitalismo, con particolare riferimento all'operato del primo ministro britannico Margaret Thatcher.
Pur evitando di cadere nel sentimentalismo, la poetica di Knopfler mette sempre in primo piano le emozioni dei protagonisti delle vicende narrate: molti testi sono scritti in prima persona, sebbene l'io lirico non coincida quasi mai con l'autore. Il musicista utilizza diversi registri linguistici, da quello aulico a quello colloquiale; alcune canzoni contengono anche espressioni gergali e perfino dialettali. A proposito della genesi dei suoi brani, Knopfler ha commentato:

## Tecnica

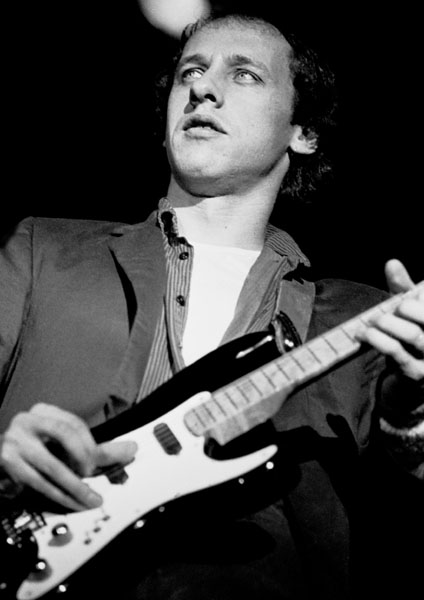
Mark Knopfler è solito mantenere mignolo e anulare appoggiati al corpo della chitarra, mentre i polpastrelli delle altre tre dita pizzicano le corde

L'abilità tecnica è una delle qualità che hanno permesso a Mark Knopfler di emergere nel panorama musicale. Valente chitarrista, estraneo a ogni forma di virtuosismo ostentato o fine a sé stesso, il musicista britannico suona quasi esclusivamente in fingerpicking (ovvero senza l'ausilio del plettro), adottando un'impostazione particolare: mignolo e anulare – salvo rare eccezioni – rimangono appoggiati al corpo dello strumento, mentre i polpastrelli di pollice, indice e medio pizzicano le corde. Si tratta di una rielaborazione personale dello stile clawhammer, tipico dei suonatori di banjo.
Suonare con i polpastrelli consente a Knopfler di esercitare un maggiore controllo sull'intervallo dinamico del suono, concedendogli inoltre la possibilità di alternare tonalità calde e avvolgenti a sonorità più aggressive e penetranti. Molto spesso il chitarrista agisce su più corde allo stesso tempo, oppure pizzica simultaneamente con pollice e indice la medesima corda facendola frustare contro la tastiera: in questo modo conferisce più incisività all'attacco degli accordi e maggior definizione alle singole note. Un'altra importante peculiarità della tecnica di Knopfler consiste nel fatto che egli suona da destrimano pur essendo mancino: l'azione della mano forte sul manico gli permette infatti di sviluppare un vibrato estremamente rapido e potente, nonché di eseguire con naturalezza il bending su tre corde.
L'approccio stilistico di Knopfler è molto variegato, essendo caratterizzato da un ampio ricorso ad accordi, triadi, arpeggi, scale diminuite e volate cromatiche; per le parti più veloci fa uso con frequenza del legato ascendente e discendente. In alcune circostanze ricorre anche a varianti della tecnica del rasgueado. A volte esegue delle variazioni ripetendo una frase musicale su diverse posizioni della tastiera e introducendo degli abbellimenti. Quando si serve del bottleneck, Knopfler è solito infilarlo al dito mignolo della mano sinistra; con la chitarra resofonica, in particolare, predilige l'accordatura aperta in sol.

## Strumentazione

### Chitarre

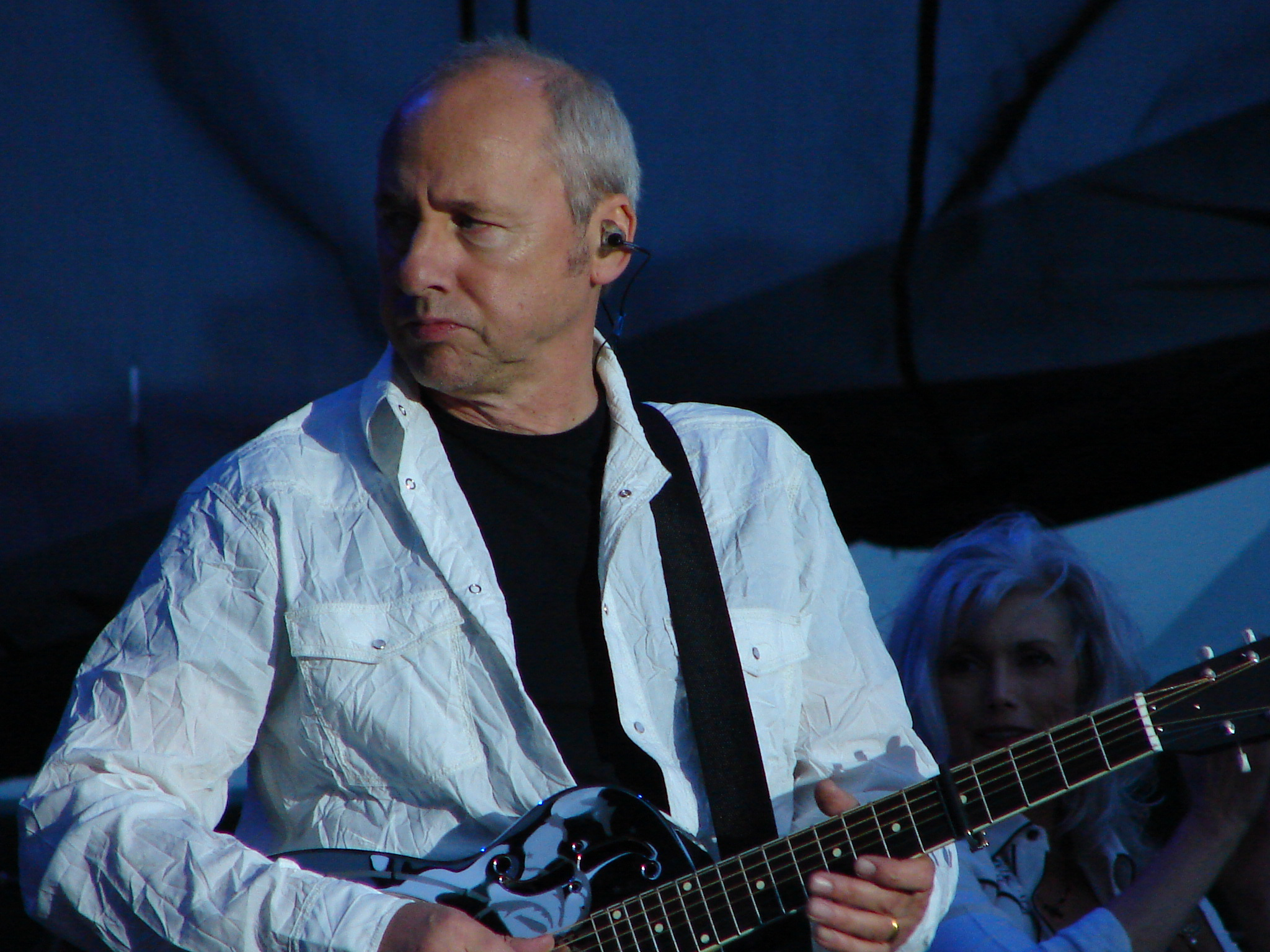
Mark Knopfler in concerto con la chitarra resofonica National Style O-14 Fret del 1937

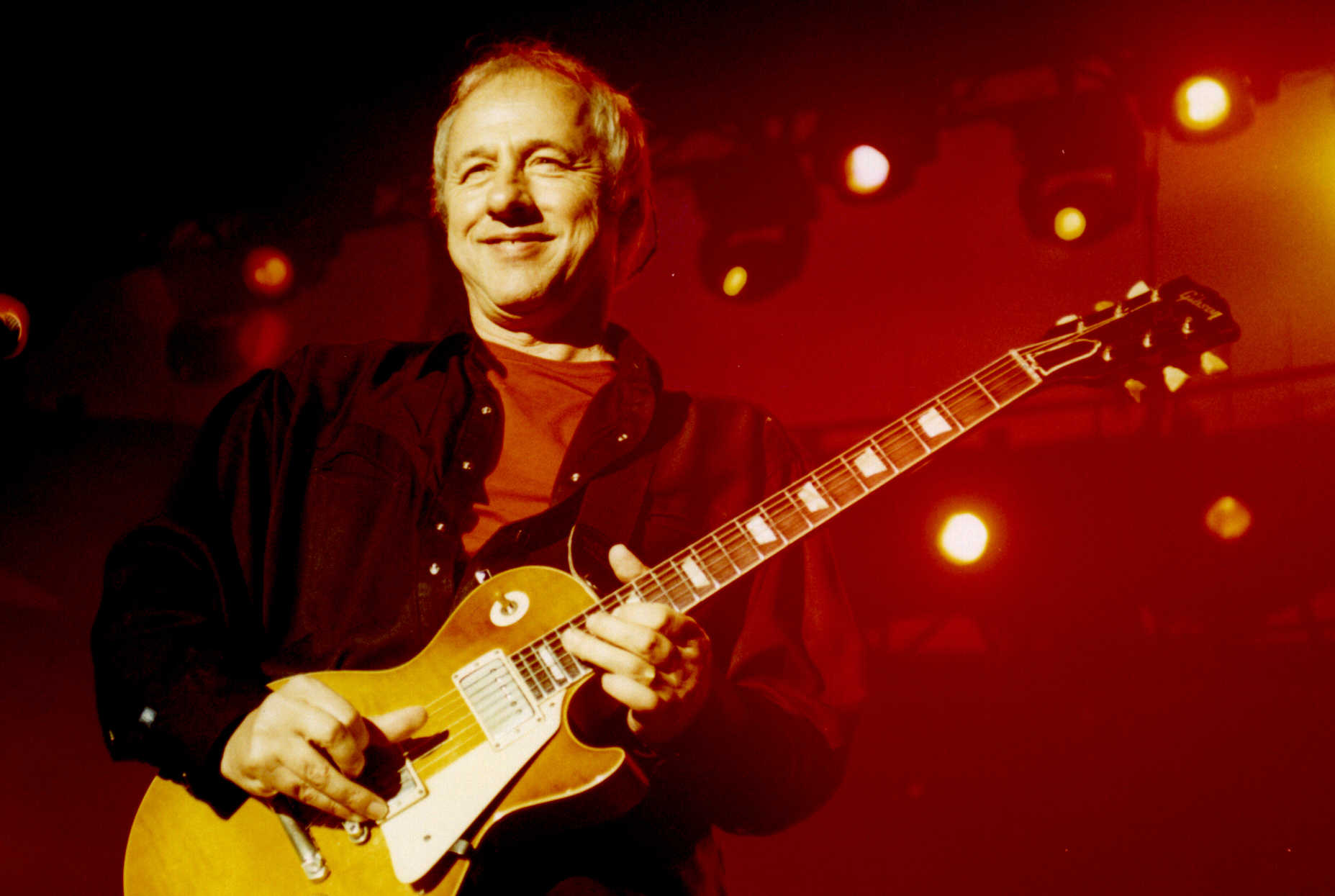
Il chitarrista con la Gibson Les Paul Standard del 1958

Al fine di adattarsi alle esigenze interpretative dei vari brani, Mark Knopfler lavora con un gran numero di chitarre, tanto in studio di registrazione quanto in concerto.

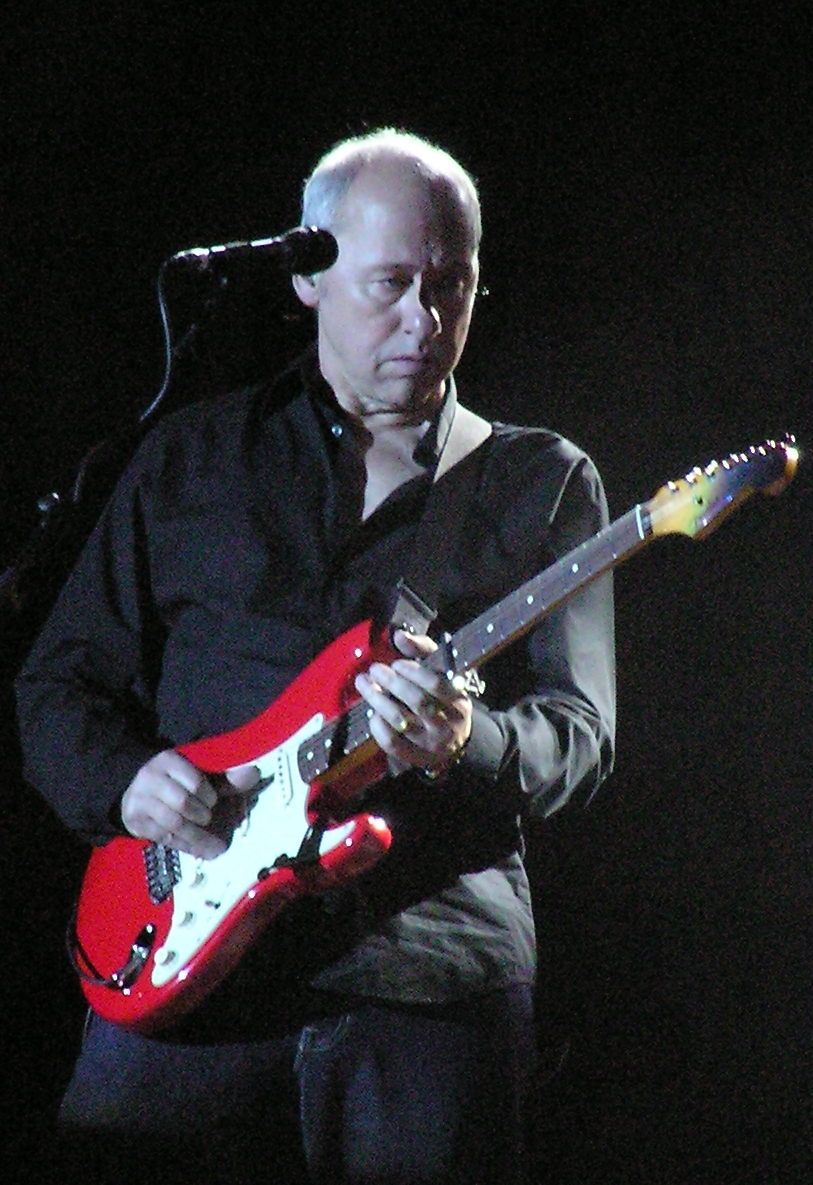
Il chitarrista con la Fender Stratocaster Mark Knopfler Artist Series, intitolatagli nel 2003

Nei primi anni di carriera il particolare tocco di Knopfler si univa alle timbriche limpide di un'onnipresente Fender Stratocaster sempre pulitissima, mentre nel 1980 la sua chitarra principale divenne la Schecter Custom Stratocaster, contraddistinta da un suono più potente. A metà degli anni ottanta si registrò un ulteriore rinnovamento della gamma di strumenti a disposizione del musicista britannico, che in quel periodo cominciò a suonare una Gibson Les Paul e alcuni modelli John Suhr e Pensa-Suhr. Knopfler ha dato inoltre un contributo decisivo alla popolarità della chitarra resofonica National Style O-14 Fret, che suona in alcuni dei suoi brani più famosi, tra cui Romeo and Juliet e Telegraph Road.
Nel corso della carriera solista, pur privilegiando la produzione Gibson per gli assolo (in particolare, il chitarrista utilizza molto spesso un rarissimo esemplare di Les Paul Standard del 1958), Knopfler ha fatto ricorso a una grande varietà di chitarre, tra cui un nuovo modello di Fender Stratocaster, dedicatogli dal marchio americano quale fedele riedizione dello strumento che lo ha reso celebre. A partire dai primi anni duemila – in virtù del suo interesse crescente nei confronti delle sonorità folk – ha suonato con maggior frequenza delle chitarre acustiche, tra cui spicca un esemplare di Gibson Advanced Jumbo del 1938. La Martin ha intitolato a Knopfler due modelli di chitarra acustica, entrambi realizzati in collaborazione con il musicista: si tratta di una Dreadnought denominata HD-40MK e di uno strumento con attaccatura al dodicesimo tasto ribattezzato 000-40S Mark Knopfler «Ragpicker's Dream».
Fender Stratocaster
È stata la chitarra principale di Knopfler tra il 1977 e il 1979, periodo nel quale furono registrati i primi due album dei Dire Straits. All'epoca il musicista ne possedeva due esemplari, entrambi verniciati di rosso: quello impiegato più frequentemente era caratterizzato da un manico interamente in acero, mentre l'altro disponeva di una tastiera in palissandro; quest'ultimo strumento è stato adottato come base per il modello Mark Knopfler Artist Series introdotto nel 2003. Durante la sua carriera solista, il chitarrista ha fatto uso anche di una Stratocaster bianca e di una marrone, realizzata nel 1954 e ribattezzata scherzosamente «the Jurassic Strat» (la Stratocaster giurassica): si tratta infatti di uno dei primi esemplari mai prodotti.
Fender Telecaster
Per interpretare pezzi caratterizzati da sonorità vicine al country rock, Knopfler ha spesso fatto ricorso a questo modello di chitarra che ha utilizzato in tre esemplari differenti, di cui uno realizzato nella prima metà degli anni cinquanta.
National Style O-14 Fret
È la celebre chitarra resofonica del 1937 riprodotta sulle copertine degli album Brothers in Arms, Sultans of Swing: The Very Best of Dire Straits e Real Live Roadrunning; il musicista la acquistò agli inizi degli anni settanta dall'amico Steve Phillips. Knopfler la suona in numerosi brani, tra cui Wild West End, Portobello Belle, Romeo and Juliet, Telegraph Road, The Man's Too Strong, When It Comes to You, Done with Bonaparte e Heart Full of Holes. La National Style O-14 Fret compare in almeno una canzone di ciascuno dei sei album in studio dei Dire Straits.
Schecter Custom Stratocaster
Nel 1980 Mark Knopfler acquistò tre esemplari di Schecter Stratocaster: una con verniciatura scura e due rosse. La prima fu scelta per la registrazione di Tunnel of Love e venne rubata poco dopo. Per rimpiazzarla fu acquistata una nuova chitarra che è stata spesso utilizzata dal vivo; nel 2004 è stata venduta all'asta per scopi benefici. Una delle due Schecter Stratocaster rosse è stata la chitarra principale di Knopfler dal 1980 al 1986.
Schecter Custom Telecaster
Il chitarrista possiede due esemplari di Schecter Telecaster: il più noto è quello bianco e rosso, utilizzato regolarmente per eseguire la canzone Walk of Life e numerosi pezzi dei Notting Hillbillies, nonché i brani della colonna sonora di Cal.
Gibson Chet Atkins CEC e Ramirez Spanish Classical
La Gibson Chet Atkins CEC è una chitarra elettroacustica, scelta da Knopfler per interpretare dal vivo le canzoni Private Investigations e Love over Gold. Nel 1990 è stata sostituita dall'analoga chitarra Ramirez Spanish Classical.
John Suhr, Pensa-Suhr e Pensa Custom
Knopfler ha utilizzato dodici chitarre elettriche John Suhr, Pensa e Pensa-Suhr, tra cui spiccano i modelli Suhr R Custom, Pensa-Suhr MK1, Pensa MK2 e MK80. La Pensa-Suhr MK1, in particolare, fu lo strumento principale del chitarrista tra il 1988 e il 1993: dopo aver debuttato in occasione di un concerto di beneficenza, fu scelta per la registrazione dei brani Calling Elvis, Heavy Fuel e Planet of New Orleans; suonata molto spesso dal vivo tanto con i Dire Straits quanto con i Notting Hillbillies, ha fatto la sua ultima apparizione nel primo tour di Knopfler da solista (1996). A metà degli anni ottanta, inoltre, il chitarrista utilizzava frequentemente un modello di John Suhr con verniciatura bianca.
Gibson Les Paul
Negli anni settanta Knopfler disponeva di una Gibson Les Paul Special, che fu utilizzata anche durante le sessioni di registrazione del primo album dei Dire Straits. Nel 1984 il chitarrista acquistò la sua prima Les Paul Standard (si trattava di una riedizione), che compare nelle versioni in studio dei brani Money for Nothing e Brothers in Arms; un secondo strumento dello stesso tipo venne impiegato nei concerti della tournée Live in 85/6. Dal 1995 il musicista possiede un rarissimo esemplare di Gibson Les Paul Standard del 1958, che rappresenta la chitarra utilizzata con maggior frequenza – tanto in studio quanto in concerto – negli anni della carriera solista; nel 2016 fu realizzata una replica di tale strumento, prodotta in edizione limitata. Knopfler dispone inoltre di una Les Paul Standard risalente al 1959.
Gibson Super 400 CES
Si tratta di un esemplare del 1953, estremamente raro, che il chitarrista suona nell'album Neck and Neck (duetti con Chet Atkins) e nei brani Fade to Black (in studio) e Your Latest Trick (nell'ultimo tour dei Dire Straits).
Altre chitarre
Nell'arco della sua carriera, Mark Knopfler si è avvalso di numerose altre chitarre, tra cui una Burns Baldwin a dodici corde, una Danelectro 59-DC, una Don Grosh Electrajet, una Erlewine Custom, una Fernandes Strat, una Gibson Advanced Jumbo, una Gibson SG, una Gretsch 6120, una Martin HD-40MK, una Martin 000-40S Mark Knopfler e una Ovation Adamas.

### Amplificatori
Nel corso degli anni, il chitarrista ha fatto ricorso a diverse combinazioni di amplificatori, testate e casse. Segue un elenco delle attrezzature impiegate più di frequente:
- Crate VC5212;
- diffusori Crate 2x12;
- Fender Concert;
- Fender Vibrolux;
- Fender Twin Reverb;
- Gallien-Krueger;

- Jim Kelley;
- Komet;
- testate Marshall JTM;
- diffusori Marshall 4x12;
- testate Mesa Boogie;
- Music Man HD 130;

- Reinhardt;
- Roland JC-120 Jazz Chorus;
- Selmer Thunderbird;
- Soldano SLO 100;
- Tone King;
- Vox AC30.

### Effetti
Mark Knopfler ricorre con estrema parsimonia agli effetti per chitarra; tra quelli utilizzati più spesso figurano i seguenti:
- Alesis Quadraverb;
- chorus Boss CE-2 e CE-300;
- compressore Boss CS-2;
- delay Boss DM-2;
- flanger Boss BF-2;
- octaver Boss OC-2;
- phaser Boss PH-2;
- delay DeltaLab;
- wah wah Dunlop Cry Baby;
- pedale del volume Ernie Ball;
- multieffetto Ibanez UE 303;
- riverbero Lexicon 300;

- preamplificatore Mantec;
- riverbero Master Room;
- Mic-Mix Dyna-Flanger;
- pedale del volume Morley;
- delay MXR;
- MXR Micro Amp;
- multieffetto RLD AdrenaLinn III;
- chorus/delay Roland SRE 555;
- equalizzatore Roland;
- delay TC Electronic 2290;
- riverbero Yamaha REV 5;
- multieffetto Zoom 9010.

## Concerti

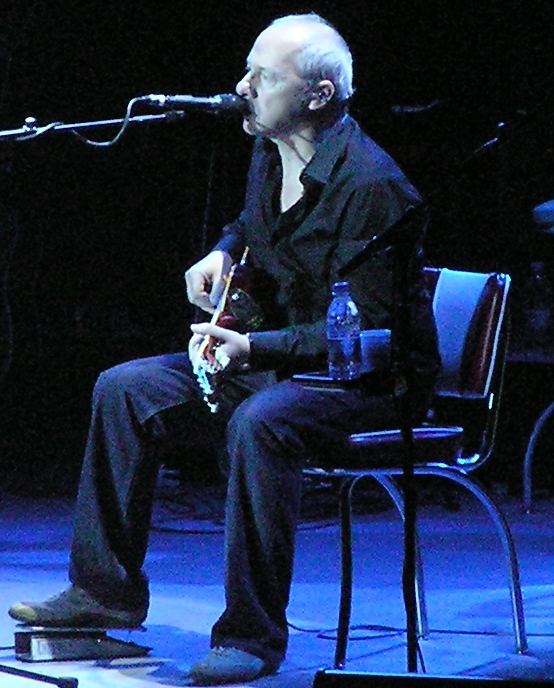
Knopfler mentre aziona il pedale del volume, uno degli effetti a cui ricorre più frequentemente

Il seguente è l'elenco delle tournée intraprese da Mark Knopfler nell'arco della sua carriera solista.
- 1996 – The First Solo Tour
- 2001 – Sailing to Philadelphia Tour
- 2002 – Mark Knopfler and Friends
- 2005 – Shangri-La World Tour
- 2006 – All the Roadrunning World Tour
- 2008 – Kill to Get Crimson World Tour
- 2010 – Get Lucky Tour
- 2011 – Tour con Bob Dylan in Europa
- 2012 – Tour con Bob Dylan in America del Nord
- 2013 – Privateering Tour
- 2015 – Tracker Tour
- 2019 – Down the Road Wherever Tour

## Colonne sonore e collaborazioni
Mark Knopfler ha composto le musiche di nove film (Local Hero, Cal, Comfort and Joy, La storia fantastica, Ultima fermata Brooklyn, Sesso & potere, Metroland, Sfida per la vittoria e Altamira), di cui le prime cinque e l'ultima sono formate interamente da brani strumentali; egli ha scritto inoltre il pezzo Two Brothers and a Stranger per la colonna sonora del lungometraggio Il colore dei soldi. Circa le sue esperienze di compositore per il cinema, il musicista ha affermato:
Molto richiesto anche come turnista, Knopfler è stato chiamato a collaborare con parecchi artisti, tra cui Joan Armatrading, Chet Atkins, Paul Brady, Mary Chapin Carpenter, The Chieftains, Eric Clapton, Brendan Croker & the 5 O'Clock Shadows, David Crosby, Willy DeVille, Bob Dylan, Tommy Emmanuel, The Everly Brothers, Bryan Ferry, John Fogerty, Zucchero Fornaciari, Paul Franklin, Vince Gill, Buddy Guy, Emmylou Harris, Jeff Healey, Waylon Jennings, George Jones, The Judds, B.B. King, Ben E. King, Kris Kristofferson, Sonny Landreth, Philip Lynott, Hank Marvin, Kate & Anna McGarrigle, Ruth Moody, Van Morrison, Jimmy Nail, Aaron Neville, Steve Phillips, Steely Dan, Rod Stewart, Sting, James Taylor, Tina Turner, Scott Walker, Gillian Welch e Bill Wyman; alcuni dei brani coinvolti in tali collaborazioni sono stati scritti dallo stesso Knopfler. In qualità di produttore artistico, ha lavorato per Philip Lynott, Bob Dylan, Tina Turner, Aztec Camera, Willy DeVille e Randy Newman. Nel complesso, i suoi contributi compaiono in oltre 120 pubblicazioni di altri interpreti.

## Eredità artistica e popolarità
In virtù del suo innovativo stile chitarristico, della carica evocativa dei suoi testi e delle sue numerosissime collaborazioni con altri artisti, Mark Knopfler è considerato uno dei musicisti rock più influenti. Nell'arco della sua carriera, il chitarrista britannico ha composto e inciso oltre 300 brani musicali, tra cui alcune delle canzoni più popolari degli anni settanta, ottanta, novanta e duemila, vendendo più di 120 milioni di dischi con i soli Dire Straits. Fra il 1979 e il 2019, risultano pubblicate oltre 750 cover di pezzi originariamente scritti e interpretati da Knopfler; alcune di esse sono state realizzate da artisti già affermati, quali Albert Lee, Eric Clapton, Art Garfunkel, Joan Baez, The Everly Brothers, Johnny Cash, Waylon Jennings, The Shadows, Rod Stewart, i Metallica, The Killers e l'Orchestra Sinfonica di Vienna.
A Mark Knopfler sono stati attribuiti tre dottorati honoris causa in musica (nel 1993 da parte dell'università di Newcastle upon Tyne, nel 1995 dall'ateneo di Leeds e nel 2007 su iniziativa dell'università di Sunderland). Nel 1999 la regina Elisabetta II lo ha nominato Ufficiale dell'Ordine dell'Impero Britannico (OBE – Official of the Order of the British Empire). La specie tipo del masiakasauro, un piccolo dinosauro del Cretaceo i cui resti vennero rinvenuti nel 2001, è stata battezzata Masiakasaurus knopfleri in suo onore.

## Discografia
La discografia di Mark Knopfler è molto ampia: il musicista britannico – avendo collaborato con numerosi artisti in qualità di chitarrista, compositore, arrangiatore, produttore artistico o cantante – risulta coinvolto in decine di opere discografiche. Di seguito vengono riportati esclusivamente i lavori pubblicati a suo nome, le colonne sonore per il cinema e gli album di duetti con Chet Atkins ed Emmylou Harris.

### Album in studio
- 1996 – Golden Heart
- 2000 – Sailing to Philadelphia
- 2002 – The Ragpicker's Dream
- 2004 – Shangri-La
- 2007 – Kill to Get Crimson
- 2009 – Get Lucky
- 2012 – Privateering
- 2015 – Tracker
- 2018 – Down the Road Wherever
- 2024 – One Deep River

### Duetti
- 1990 – Neck and Neck, con Chet Atkins
- 2006 – All the Roadrunning, con Emmylou Harris
- 2006 – Real Live Roadrunning (dal vivo), con Emmylou Harris

### Colonne sonore
- 1983 – Local Hero
- 1984 – Music from "Cal"
- 1984 – Comfort and Joy
- 1987 – The Princess Bride
- 1989 – Last Exit to Brooklyn
- 1998 – Wag the Dog
- 1999 – Metroland
- 2002 – A Shot at Glory
- 2016 – Altamira (con Evelyn Glennie)

## Premi e riconoscimenti

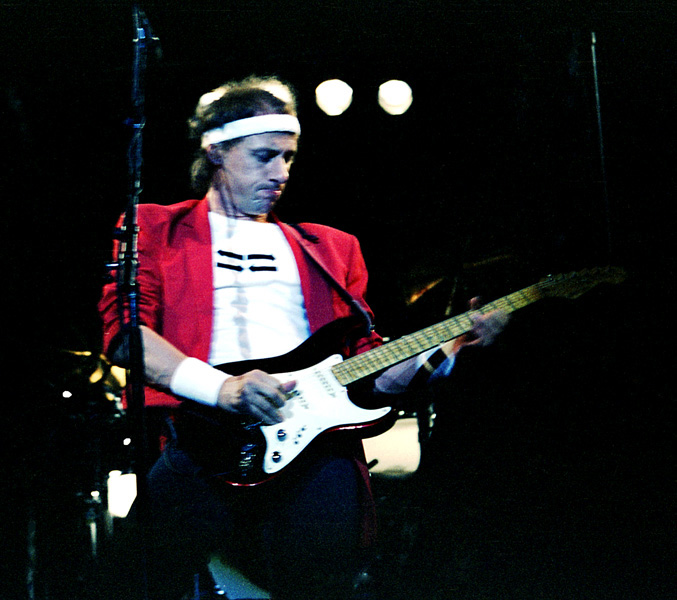
Mark Knopfler nel 1983

### Premi
- BRIT Awards

1983 – miglior gruppo britannico (con i Dire Straits)
1986 – miglior gruppo britannico (con i Dire Straits)
1987 – miglior album britannico, per Brothers in Arms (con i Dire Straits)
- Ivor Novello Awards

1984 – miglior tema di un film, per Going Home: Theme of the Local Hero
1989 – premio speciale per l'eccezionale contributo alla musica britannica (con i Dire Straits)
2012 – alla carriera
- Premi Grammy

1986 – miglior interpretazione rock di un duo o un gruppo con parti vocali, per Money for Nothing (con i Dire Straits)
1986 – pubblicazione discografica non classica con la miglior ingegneria del suono, per Brothers in Arms (con i Dire Straits)
1986 – miglior interpretazione strumentale country, per Cosmic Square Dance (con Chet Atkins)
1987 – miglior videoclip musicale, per il brano Brothers in Arms (con i Dire Straits)
1991 – miglior collaborazione vocale country, per Poor Boy Blues (con Chet Atkins)
1991 – miglior interpretazione strumentale country, per So Soft, Your Goodbye (con Chet Atkins)
2006 – miglior album surround, per l'edizione limitata di Brothers in Arms (con i Dire Straits)
- Juno Awards

1986 – album internazionale dell'anno, per Brothers in Arms (con i Dire Straits)
- MTV Video Music Awards

1986 – videoclip dell'anno, per Money for Nothing (con i Dire Straits)
1986 – miglior videoclip di un gruppo, per Money for Nothing (con i Dire Straits)
- ASCAP Award

1987 (con i Dire Straits)
- PRS for Music Heritage Award

2009 (con i Dire Straits)
- Rock and Roll Hall of Fame

2018 (con i Dire Straits)